# Chang Guitian
Chang Guitian (chinês simplificado: 常贵田; Pequim, 1942 - Pequim, 30 de novembro de 2018) foi um comediante chinês de xiangsheng de etnia manchu. Ele era considerado um ator nacional de primeiro nível. Ele alcançou o posto de major-general (shaojiang) em 22 de dezembro de 2012. Seus discípulos incluíam Li Zhiyou (chinês simplificado: 李志有), Zhu Haitang (chinês simplificado: 朱海堂), Zhang Yong (chinês simplificado: 张勇), e Zhang Lingqi (chinês simplificado: 张令奇).

## Biografia
Chang nasceu em uma família de artistas xiangsheng em 1942. Seu avô Chang Lian'an (chinês simplificado: 常连安; 1899–1966) foi um mestre de xiangsheng na primeira metade do século XX. Seu pai Chang Baokun (chinês simplificado: 常宝堃; 1922–1951) foi um artista de xiangsheng que morreu na Guerra da Coréia. Seu tio Chang Baohua (1930–2018) foi uma das sextas gerações de artistas conhecidos de xiangsheng.
Em 1954 ele começou a aprender xiangsheng sob Zhao Peiru (chinês simplificado: 赵佩茹; 1914–1973). Quatro anos depois, ele se juntou ao Ensemble de Canções e Danças do Departamento Político da Marinha do Exército de Libertação do Povo. Chang foi promovido para o posto de major-general (shaojiang) em 22 de dezembro de 2012.
Em 30 de novembro de 2018, ele morreu de doença em Pequim, aos 76 anos.